# BiFi
BiFi ist eine Marke des US-amerikanischen Unternehmens Jack Link’s. Sie wird u. a. in Deutschland, der Schweiz, Österreich, Belgien, den Niederlanden, Tschechien, Dänemark und im Vereinigten Königreich (dort unter dem Namen Peperami) vertrieben.

## Geschichte
Die Marke BiFi wurde 1972 durch die Schafft Fleischwerke in Ansbach eingeführt. Der Name BiFi wurde als eine Ableitung des englischen Adjektives „beefy“ (fleischig) gewählt und bezeichnete ursprünglich das erste Produkt der Marke, eine kleine Salami. Im Jahr 1987 wurde das BiFi-Produktportfolio um die BiFi Roll erweitert. Die Schafft Fleischwerke wurden 1989 in die Union Deutsche Lebensmittelwerke eingegliedert, die später im Unilever-Konzern aufging. Die Marke BiFi blieb erhalten und wurde durch Unilever fortgeführt. 1994 wurde die BiFi Carazza eingeführt, die zusammen mit der BiFi Roll zum bekanntesten Produkt der Marke wurde. Im Februar 2014 verkaufte Unilever die Wurstmarke BiFi an den US-amerikanischen Fleisch-Snack-Hersteller Jack Link’s, der vor allem für seinen Beef Jerkey bekannt ist. Unter Jack Link's wurde 2017 mit der BiFi Turkey der erste BiFi-Snack ohne Schweinefleischanteile eingeführt. Im Herbst 2018 wurde sowohl das Design der Verpackungen als auch des ursprünglichen Logos überarbeitet.
Derzeit werden mehr als zehn Produkte unter dem Markennamen BiFi vertrieben. Die Produktion erfolgt weiterhin im Stammwerk im bayerischen Ansbach. Eine zweite Fabrik im brandenburgischen Guben produziert seit September 2024, die offizielle Eröffnungsfeier fand im Juli 2025 statt.

## Produkte

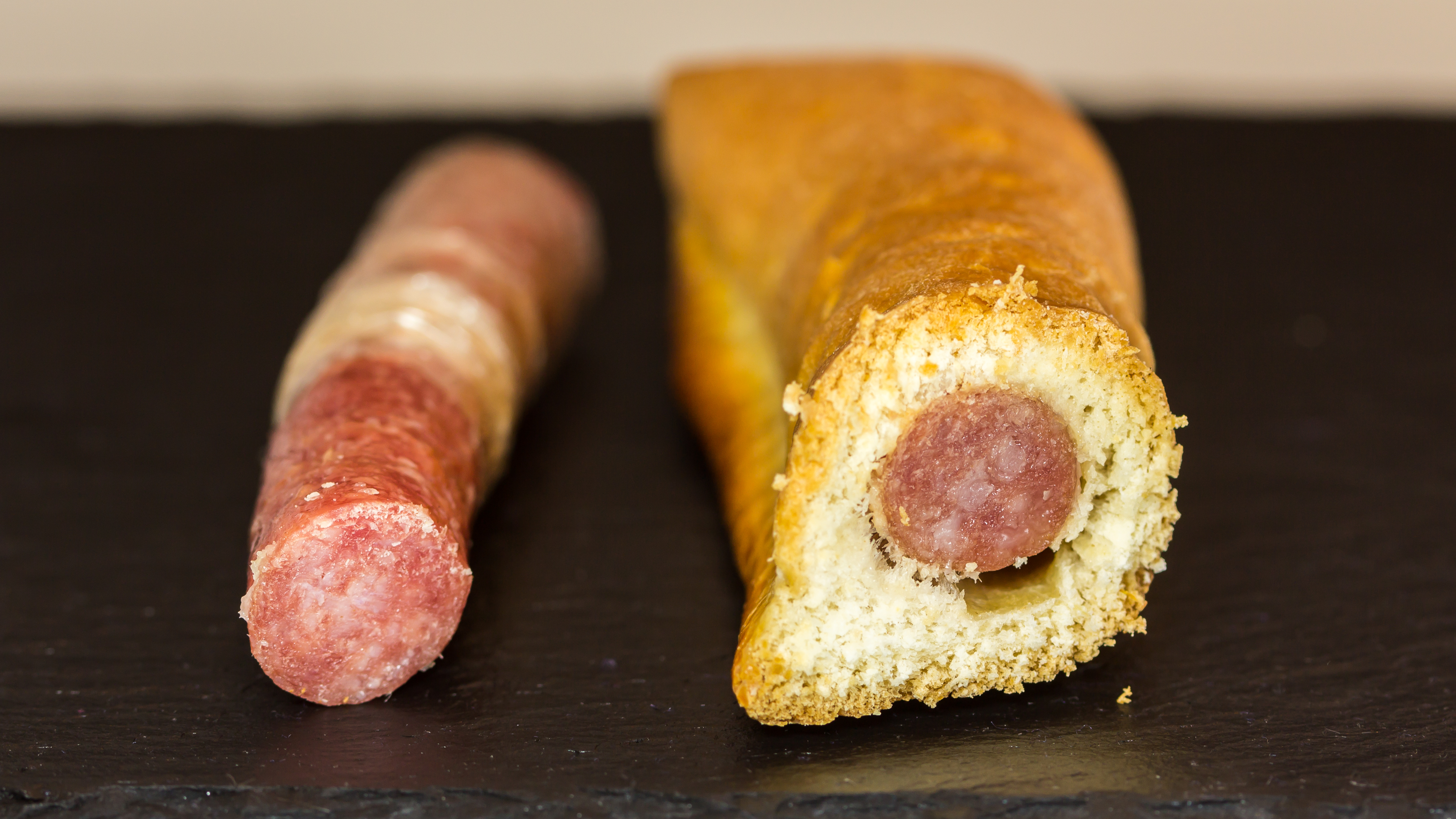
BiFi und BiFi Roll

Mit Stand Juli 2021 sind die folgenden Produkte unter der Markenbezeichnung erhältlich (in Klammern die Jahreszahl der Markteinführung):
- BiFi Salami (2021)
- BiFi Beef (2018)
- BiFi Turkey (2017)
- BiFi Currywurst (2016)
- BiFi Original Snack Pack (2016)
- BiFi Minis (2014)
- BiFi Roll Hot (2004)
- BiFi Carazza XXL (2003)
- BiFi Roll XXL (2001)
- BiFi Ranger (1997)
- BiFi Carazza (1994)
- BiFi Roll (1987)
- BiFi Original XXL (1984)
- BiFi Hot (1977)
- BiFi Original (1972)

BiFi-Produkte, die vom Markt genommen wurden:
- BiFi Balls
- BiFi Original Junior
- BiFi mit Geflügel
- BiFi Roll Korn
- BiFi Snack Pack Hot XXL
- BiFi Snack Pack XXL

BiFi-Produkte ohne Teigmantel, wie BiFi Original, BiFi Turkey oder das BiFi SnackPack, werden als Rohwürste klassifiziert. Anders verhält es sich bei BiFi-Produkten im Teigmantel, wie z. B. BiFi Roll oder BiFi Carazza, da bei diesen durch den Backprozess auch die im Teigmantel enthaltene Salami erhitzt wird. Alle BiFi-Produkte werden naturgeräuchert, mit natürlichen Aromen sowie ohne künstliche Farbstoffe hergestellt und unter Schutzatmosphäre verpackt.
Seit Juni 2022 sind mit BiFi Veggie Salami, BiFi Veggie Roll und BiFi Veggie Carazza drei vegetarische Produkte im Handel, bei denen der Salami-Teil des Produkts jeweils aus Weizenprotein hergestellt ist.

## Werbung
BiFi hat in Deutschland eine Markenbekanntheit von über 90 % und wurde über viele Jahre mit dem Slogan „BiFi … muss mit!“ beworben.

### Zomtec (2000)
Von 2000 bis 2002 wurden diverse TV-Werbespots mit dem fiktiven Unternehmen Zomtec (Eigenschreibweise ZOMTEC, vollständig Zomtec Enterprises) als Werbeträger ausgestrahlt. Die Spots zeigen die Mitarbeiter in verschiedenen Alltagssituationen. Die fünf Hauptcharaktere waren überspitzt dargestellte Stereotype. Im Rahmen der zunehmenden Internet-Verbreitung wurde unter www.zomtec.com eine eigene mehrsprachige Internetpräsenz mit Informationen rund um das fiktive Kult-Unternehmen eingerichtet.

### Testimonials
2006 trat Bastian Schweinsteiger erstmals als Testimonial für BiFi in einem Werbespot auf. Einige Jahre später wurde Thomas Müller, ein weiterer Fußballspieler, zum Werbeträger für den Wurstsnack.

### Mach doch, was dir schmeckt (2018)
Im Jahr 2018 wurde im Rahmen einer crossmedialen Kommunikationskampagne ein überarbeitetes Logo und Verpackungsdesign eingeführt. Die Kampagne wurde von der Berliner Agentur Heimat Active entwickelt und umfasst neben einem Hauptspot auch diverse Online-Videos und Maßnahmen für Social-Media-Plattformen. Unter dem Motto „Mach doch, was dir schmeckt“ appelliert die Kampagne, das eigene, unvollkommene und perfekte Selbst zu sein – auch wider gesellschaftlichen Erwartungshaltungen.